# Rudolf Körner
Rudolf Theodor Körner (* 8. Januar 1892 in Leipzig; † 13. November 1978 in Füssen) war ein Turner und Olympiateilnehmer bei den Olympischen Spielen 1912, Offizier und (Studenten-)Historiker.

## Studium
Der Sohn des Gohliser Gastwirts Otto Körner besuchte ab Ostern 1902 das König-Albert-Gymnasium seiner Vaterstadt und studierte ab 1911 Biologie, Chemie, Geologie, Geschichte und Sport an der Universität Leipzig, um Lehrer zu werden. Während seines Studiums wurde er Mitglied der Burschenschaft Arminia. Dort lernte er den späteren Ritterkreuzträger Kurt Versock kennen, mit dem er bis zu seinem Tod eng befreundet war. 
Nach seinem Staatsexamen wurde er 1920 mit einer Dissertation über „Friedrich Ludwig Jahn und Entwicklung des Turnwesens bis zum Turnverbot vom Jahre 1820. Ein Beitrag zur Geschichte der politischen Reaktion“ promoviert. Sein Doktorvater war Eduard Spranger, ein maßgeblicher Pionier der Pädagogik als eigenständige universitäre Disziplin. Im Anschluss an seine Promotion fand Körner seine erste berufliche Beschäftigung als Studienrat in Chemnitz.
Bei der akademischen Olympiade 1911 in Dresden holte er im Fünf- und Sechskampf mehrere erste Plätze. 1912 wurde er bei den Olympischen Sommerspielen in Stockholm mit dem Deutschen Turn-Team vierter.

## Weltkriege
Im Ersten Weltkrieg diente er als Oberleutnant zur See, und nach dem Zweiten Weltkrieg endete seine militärische Karriere im Rang eines Fregattenkapitäns. Im März 1941 wurde er, zuerst nur provisorisch, Flottillenchef der 2. Sperrbrecherflottille in Royan (Frankreich). Unter seinem Kommando hatte die Flottille zeitweise bis zu 17 Schiffe und operierte anfangs zwischen Brest und der spanischen Grenze, danach zwischen der Loire-Mündung und der spanischen Grenze. Vereinzelt fanden Schiffe auch in der Ostsee und im Belt ihre Verwendung. Ziel von Körners Flottille war das Aufspüren und Vernichten von Unterwasserminen. Im Oktober 1942 wurde zum Admiralstab kommandiert und leitete die 3. Admiralstabsabteilung.

## Historiker
Er vertrat in den 1920er Jahren die These, dass Turnvater Jahn selbst an seinem Image als Held gefeilt hat. Dies wurde von der Forschung aber nicht unterstützt. Bezeichnet wird dies als "Körner-Kontroverse".
Nach dem Zweiten Weltkrieg verfasste er hauptsächlich Schriften zur Studentengeschichte.

## Orden und Ehrenzeichen
- Eisernes Kreuz, II. Klasse
- Albrechts-Orden, Ritterkreuz II. Klasse mit Schwertern
- Silberne Friedrich-August-Medaille

## Werke
Auswahl:
- Das Deutsche Waffenstudententum. Ein Wort an die studierende Jugend und ihre Eltern v. Rudolf Körner. Leipzig 1914.
- Vom Tode für das Vaterland: Gedanken eines Mitkämpfers über den Deutschen Krieg. Leipzig 1916
- Friedrich Ludwig Jahn und die Entwicklung des Turnwesens bis zum Turnverbot vom Jahre 1820. Leipzig 1920 (Dissertation)
- Deutscher Adel als Förderer deutscher Literatur, in: Deutsche Tageszeitung v. 29. Juli 1922
- Die Wirkung der Reden Fichtes, in: Forschungen zur Brandenburgischen und Preußischen Geschichte 40 (1927), S. 65–87.
- "Friedrich Ludwig Jahn und sein Turnwesen" in: Forschungen zur brandenburgischen und preußischen Geschichte Bd. 41 (1928), S. 38–82
- Vom Wesen der Studentenorden. Einst und Jetzt 6 (1961), S. 141–149.
- "War Eichendorff in Halle oder Heidelberg nicht doch Mitglied einer studentischen Korporation?" in; Einst und Jetzt 8 (1963)S. 53–69.
- Der Unitist K. L. v. Woltmann und seine Zeit (1770–1817). In: Einst und Jetzt 13 (1968). S. 68–79.
- Der Einfluß der Französischen Revolution von 1789 auf die Orden und Corps. In: Einst und jetzt 9 (1964), S. 113–127.
- Der deutsche Adel im klassischen Zeitalter der Literatur, in: Dt. Adelsblatt, Jg.XL, Berlin 1922. S. 368–389.